# Jay Thomas
Jay Thomas, właśc. Jon Thomas Terrell (ur. 12 lipca 1948 w Kermit w stanie Teksas, zm. 24 sierpnia 2017 w Santa Barbara) – amerykański aktor filmowy i telewizyjny, komik i gospodarz audycji radiowych, scenarzysta, producent filmowy.

## Nagrody i nominacje
Został nominowany i dwukrotnie uhonorowany nagrodą nagrody Emmy. Posiada swoją gwiazdę na Hollywoodzkiej Alei Gwiazd.

## Filmografia

### Filmy
- 1984: C.H.U.D. jako policjant w restauracji
- 1990: Lot numer 243/Cudowne ocalenie (Miracle Landing, TV) jako Ed Meyer
- 1992: Prosto z mostu (Straight Talk) jako Zim Zimmerman
- 1995: Symfonia życia (Mr. Holland’s Opus) jako Bill Meister
- 1996: Mąż, żona i kochanek (Strange Affair, TV) jako Eric McKeever
- 1997: Zabijając Pana Griffina (Killing Mr. Griffin, TV) jako John Griffin
- 1997: Wykapany tatuś (A Smile Like Yours) jako Steve Harris
- 1998: Małpi biznes (Monkey Business) jako Tedesco
- 1999: Wojna na grzebienie (The Big Tease) jako Tony Bolero
- 1999: Nieznajoma w moim domu (Stranger in My House) jako Rich Young
- 2000: Wyrok mediów (An American Daughter, TV) jako Timber Tucker
- 2002: Śnięty Mikołaj 2 (The Santa Clause 2) jako Zając wielkanocny
- 2002: Nocna afera (Monday Night Mayhem, TV) jako Pete Rozelle
- 2002: Znamię (Dragonfly) jako Hal
- 2006: Śnięty Mikołaj 3: Uciekający Mikołaj jako Zając wielkanocny
- 2009: Prawo ciążenia (Labor Pains) jako Garth
- 2013: Life Tracker jako prokurator generalny

### Seriale TV
- 1979–1981: Mork i Mindy (Mork & Mindy) jako Remo DaVinci
- 1981: Statek miłości (The Love Boat) jako Paul Harris
- 1984: Być najlepszą (Master of the Game) jako Levy
- 1987: Więzi rodzinne (Family Ties) jako Jerry DiNello
- 1987: Jak rok w życiu (A Year in the Life) jako Scott Spenser
- 1987–1989: Zdrówko (Cheers) jako Eddie LeBec
- 1989: Prawie dorosły (Almost Grown)
- 1989: Złotka (Golden Girls) jako Sy Furbis
- 1989–1998: Murphy Brown jako Jerry Gold
- 1992: Batman (Batman: The Animated Series) jako strażnik 1 (głos)
- 1992–1995: Miłość i wojna (Love & War) jako Jack Stein
- 1995: Cybill jako Jay
- 1995: Błogosławiony twój dom (Bless This House) jako Ted
- 1996–1997: Z pierwszej strony (Ink) jako Jack Stein
- 1997: Prawdziwe potwory (Aaahh!!! Real Monsters) – głos
- 1998: Proste życie (The Simple Life) jako Joel Campbell
- 1998–1999: Herkules (Hercules) jako Ares
- 1999: Fantastyczna wyspa (Fantasy Island) jako Carl Harbin
- 1999: Fatalny rewolwer (Dead Man’s Gun) jako Emil Kosar
- 1999: Dzika rodzinka (The Wild Thornberrys) jako Bull Seal (głos)
- 2001–2002: Edukacja Maxa Bickforda (The Education of Max Bickford) jako Jerry Zibowski
- 2002: Nie ma sprawy (Ed) jako Gary Siringo
- 2002: Prawo i porządek: sekcja specjalna jako Joe Sherman
- 2004: Joan z Arkadii (Joan of Arcadia) jako wstrętny inwestor przy uzdrowisku
- 2007–2010: Amerykański tata (American Dad!) jako Brett Morris (głos)
- 2008: Orły z Bostonu (Boston Legal) jako Ian Hoberman
- 2010: Dowody zbrodni (Cold Case) jako Lance Kartola
- 2011: Wyposażony (Hung) jako ojciec Sandee (Analeigh Tipton)
- 2012: Taniec rządzi (Shake It Up) jako Dan Gold
- 2013: Ray Donovan jako Marty Grossman
- 2015: Kości (Bones) jako Lenny Jay